# Гай Каниний Ребил (консул 37 г.)
Вижте пояснителната страница за други личности с името Гай Каниний Ребил.
Гай Каниний Ребил (на латински: Gaius Caninius Rebilus; † 57 г.) е политик и сенатор на ранната Римска империя.

## Биография
Той произлиза от плебейската фамилия Канинии. От септември до декември 37 г. Каниний e суфектконсул заедно с Авъл Цецина Пет след Гай Цезар Калигула Германик и Тиберий Клавдий Нерон Германик.